# トケス

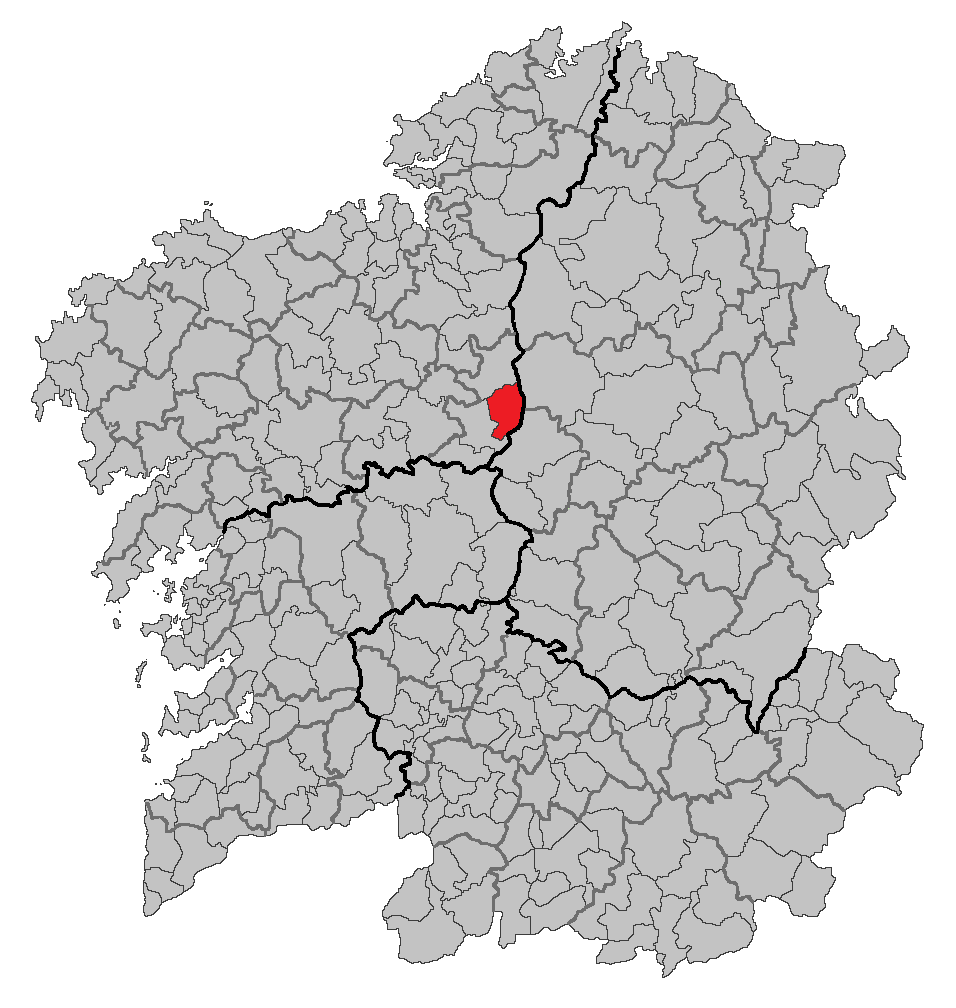
ガリシア州内の位置

トケス（ガリシア語: Toques）は、スペイン、ガリシア州、ア・コルーニャ県の自治体。コマルカ・ダ・テーラ・デ・メリーデに属する。ガリシア統計局によると2011年の人口は1,343人（2009年：1,405人、2006年:1,485人、2005年:1,512人、2004年:1,530人、2003年:1,550人）。住民呼称は男女同形のtoquense。
ガリシア語話者数の自治体人口に占める割合は97.20%（2011年）。 

## 地理
トケスはア・コルーニャ県の南東部に位置し、コマルカ・ダ・テーラ・デ・メリーデに属する。隣接する自治体は、北はソブラード、東がルーゴ県のフリオルとパラス・デ・レイ、南と西がメリーデである。
トケスはアルスーア司法管轄区に属す。

### 人口
住民は10の教区の90の地区（集落）に居住する。
| トケスの人口推移 1900－2010                             |
|                                                         |
| 出典:INE（スペイン国立統計局）1900年 - 1991年、1996年 - |

## 政治
現在の首長はガリシア国民党（PPdeG）の ホルヘ・フランシスコ・カルボ・ペストニト（Jorge Francisco Calvo Pestonit）、自治体評議員はガリシア国民党：4、XCPT：3、ガリシア民族主義ブロック（BNG）：2となっている（2011年5月22日の自治体選挙結果、得票順）。
| 1999年6月13日自治体選挙 |        |        |          |
| 政党                    | 得票数 | 得票率 | 獲得議席 |
| PPdeG                   | 933    | 78.67% | 7        |
| PSdeG-PSOE              | 243    | 20.49% | 2        |

| 2003年5月25日自治体選挙 |        |        |          |
| 政党                    | 得票数 | 得票率 | 獲得議席 |
| PPdeG                   | 820    | 64.11% | 6        |
| AIT                     | 302    | 23.61% | 2        |
| PSdeG-PSOE              | 146    | 11.42% | 1        |
| BNG                     | 5      | 0.39%  | 0        |

| 2007年5月27日自治体選挙 |        |        |          |
| 政党                    | 得票数 | 得票率 | 獲得議席 |
| XCPT                    | 523    | 43.69% | 4        |
| PSdeG-PSOE              | 278    | 23.22% | 2        |
| PPdeG                   | 260    | 21.72% | 2        |
| BNG                     | 133    | 11.11% | 1        |

| 2011年5月22日自治体選挙 |        |        |          |
| 政党                    | 得票数 | 得票率 | 獲得議席 |
| PPdeG                   | 455    | 42.05% | 4        |
| XCPT                    | 360    | 33.27% | 3        |
| BNG                     | 202    | 18.67% | 2        |
| PSdeG-PSOE              | 62     | 5.73%  | 0        |

## 史跡
トケスには多くのケルトのカストロ遺跡や巨石遺跡（ドルメンなどの）考古遺跡が残されている。自治体庁舎の置かれたソウトから1.5kmの位置にあるカストロ・ダ・グラーニャ（Castro da Graña、ア・カペーラ教区）は1990年代にサンティアゴ・デ・コンポステーラ大学とポーランドのウチ大学の調査団によって発掘され、今日訪れることができる。ムルショーサ集落にほど近いフォルノ・ドス・モウロス（Forno dos Mouros、ア・カペーラ教区）のドルメン（ガリシア語でMámoaと呼ばれる）は2010年に整備され、容易に行くことができる。
ア・カペーラ教区の教区教会サン・アントリン・デ・トケス教会（Igrexa de Santo Antolín de Toques）はロマネスク教会（12世紀）で、トカ川のほとりに深い森に囲まれたところにある。
また、自治体内、ビロウリスとビラモールの両教区には初期のサンティアゴ巡礼路が通っており、メリーデでフランスの道に合流している。

## 経済
自治体の経済活動は乳牛・肉牛飼育の牧畜業と林業分野が中心となっている。

## 教区
トケスは10の教区に分けられている。
- ア・カペーラ（サンタ・マリーア）
- マンゴエイロ（サン・トメ）
- オルデス（サンタ・マリーア）
- パラデーラ（サン・パイオ）
- サン・マルティーニョ・デ・オレイロス（サン・マルティーニョ）
- サン・シアーオ・ド・モンテ（サン・シアーオ）
- サンタ・エウフェミア・ド・モンテ（サンタ・エウフェミア）
- サンタ・マリーニャ・デ・ブラーニャス（サンタ・マリーニャ）
- ビラモール（サント・エステーボ）
- ビロウリス（サンティアーゴ）